# Martin Wilhelm Fonck

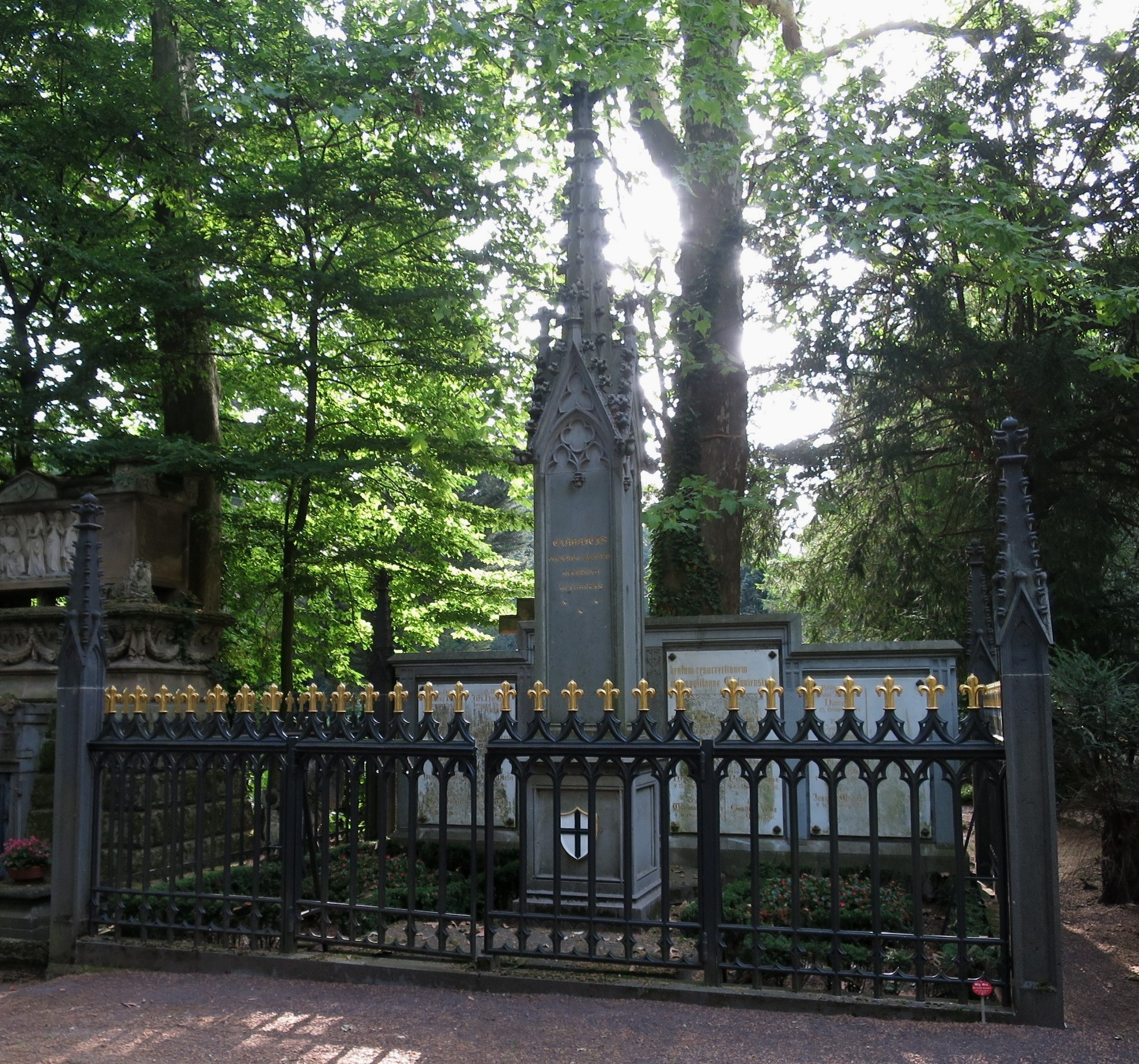
Grabanlage des Kölner Domkapitels auf dem Friedhof Melaten

Martin Wilhelm Fonck (* 28. Oktober 1752 in Goch; † 26. Juni 1830 in Köln) war ein deutscher römisch-katholischer Geistlicher und Dompropst in Köln.

## Leben und Wirken
Nach dem Abitur studierte Fonck Rechtswissenschaften mit dem Abschluss als Lizentiat beider Rechte (utroque jure) und Theologie an der Alten Universität zu Köln. Am 4. Juni 1776 wurde er zum Priester geweiht und war anschließend als Vikar und ab 1781 als Seelsorger in Goch tätig, bevor er als Kanoniker an der Stiftskirche in Kranenburg übernommen wurde. Nach der Aufhebung des Stiftes durch Napoléon im Jahr 1802 wurde Fonck von Bischof Marc-Antoine Berdolet an das zur gleichen Zeit neu eingerichtete Bistum Aachen berufen und dort zum Generalvikar und zum Mitglied des Domkapitels ernannt. 
Nach dem Tod Berdolets am 13. August 1809 erhob Napoléon Jean-Denis-François Camus zu dessen Nachfolger, der jedoch keine Billigung des Vatikans fand und bis zu seinem Tod 1814 als Diözesanadministrator amtieren durfte. Danach blieb die Stelle vakant und Fonck war als Kapitularvikar zusammen mit dem neuen Generalvikar Michael Klinkenberg (1772–1822) verpflichtet, bis zur endgültigen Auflösung des Bistums im Jahr 1825 die Aufgaben des Bischofs mit zu übernehmen.
In dieser Zeit wurde er von König Wilhelm I. der Niederlande für seine besonderen Verdienste in den damals auf niederländischem Staatsgebiet liegenden Bereichen des Bistums Aachen bei Lüttich und Roermond mit dem Orden vom Niederländischen Löwen ausgezeichnet. Nachdem 1825 das aufgelöste Bistum Aachen in das Bistum Köln eingegliedert worden war, wurde Fonck als Dompropst zu Köln übernommen, wo er 1830 im Alter von 77 Jahren nach einem Schlaganfall starb. Fonck wurde in der Grabanlage des Kölner Domkapitels auf dem Melaten-Friedhof (HWG, zwischen Lit. D+E) beigesetzt.
Fonck erwarb sich besondere Verdienste bei der Neuordnung der kirchlichen Strukturen nach dem Abzug der Franzosen und der Neubelebung des katholischen Glaubens. Mit seiner Einstellung legte er die Basis für einen streng kirchlichen Katholizismus. Nach seinem Tod vermachte er seiner Heimatstadt Goch einen größeren Geldbetrag zur Unterstützung der dortigen Bedürftigen. Zudem legte er einen Kapitalfonds an, der zweckgebunden für Gymnasial- und Universitätsstudien für Studenten aus der Familie Fonck bis in die sechste Generation sowie als Stipendium für Priesteramtskandidaten der Diözese Münster und für das Priesterseminar Köln vorgesehen war. 1953 wurde in Goch eine Straße nach Martin Wilhelm Fonck benannt.